# Slag bij de Camddwr
De Slag bij de Camddwr is een veldslag bevochten nabij de rivier de Camddwr in het graafschap Ceredigion in Zuid-Wales in 1075. Er zijn diverse korte beschrijvingen van, maar de meeste zijn verward of verwarrend wat betreft de exacte deelnemers en de winnaar. Aan de ene zijde vochten naar alle waarschijnlijkheid Rhys ab Owain en Rhydderch ap Caradog, aan de andere zijde Goronwy en Llywelyn, zonen van Cadwgan ab Elystan uit Buellt en Caradog ap Gruffudd. De bronnen zijn niet eensgezind, en soms ook intern onduidelijk, over wie de slag won. Meest waarschijnlijk is echter dat dit Rhys en Rhydderch waren, ook gezien het feit dat Rhys hierna de heerschappij over Deheubarth verkreeg.